# Shrill
Shrill è una serie televisiva statunitense basata sul libro Shrill: Notes from a Loud Woman di Lindy West, presentata in anteprima il 15 marzo 2019, su Hulu.
La prima stagione è composta da 6 episodi e il 15 aprile 2019, la serie è stata rinnovata per una seconda stagione.

## Trama
Shrill segue le vicende di Annie, una giovane donna che ambisce al successo come giornalista, interpretata da Aidy Byant. Il suo corpo non conforme per i canoni della società è fonte di discriminazioni e pregiudizi sul lavoro e in famiglia, ma lungo gli episodi assistiamo al suo processo di empowering che disvela le ingiustizie che subiva e le permette di affrontarle, purtroppo non sempre con successo.
Grazie al suo spirito di iniziativa, Annie pubblica un articolo che ha un immediato successo; la fama tuttavia non ha solo lati positivi, e tra i lettori fa la comparsa un troll che la tormenta con commenti grassofobici e minacce. Annie canalizza la sua rabbia e frustrazione degli insulti grassofobici del troll (e non solo...) per proseguire per la sua strada di autodeterminazione. Nel finale della stagione, Annie si mette a caccia del troll.

## Episodi
| Stagione       | Episodi | Prima TV originale | Prima TV Italia |
| -------------- | ------- | ------------------ | --------------- |
| Prima stagione | 6       | 2019               | inedita         |